# Parola
Parola är en tätort och centralort i Hattula kommun i Egentliga Tavastland. Den hade 6 656 invånare år 2013.
I Parola (delvis i Tavastehus) finns ett sandfält, Parolamalmen, där de finska regementena brukade mötas till sommarläger alltifrån Gustav Vasas tid fram till 1866 och där flera regenter förrättat mönstring av trupperna. Till minne av Alexander II:s inspektion den 29 juli 1863 lät den finska officerskåren 1868 uppresa ett av Carl Eneas Sjöstrand skulpterat bronslejon. En tall i Parola började med anledning av detta besök kallas Kejsartallen. Fältet begagnades därefter av de ryska trupper som var förlagda till Finland och blev efter finska inbördeskriget lägerplats för inhemsk militär; det är i dag förläggningsplats för Pansarbrigaden och Pansarmuseet.

## Befolkningsutveckling
| Befolkningsutvecklingen i Parola 2011–2013 | Befolkningsutvecklingen i Parola 2011–2013 | Befolkningsutvecklingen i Parola 2011–2013 | Befolkningsutvecklingen i Parola 2011–2013 | Befolkningsutvecklingen i Parola 2011–2013 |
| ------------------------------------------ | ------------------------------------------ | ------------------------------------------ | ------------------------------------------ | ------------------------------------------ |
|                                            |                                            |                                            |                                            |                                            |
| År                                         |                                            |                                            | Folkmängd                                  |                                            |
| 2011                                       | 2011                                       |                                            | 6 710                                      |                                            |
| 2013                                       | 2013                                       |                                            | 6 656                                      |                                            |